# بلوط‌دارها
بلوط‌دارها (نام علمی: Balanophora) نام یک سرده از تیره بلوط‌داران است.